# Ben (sång)
Ben är en sång (en ballad) från 1972, skriven av Don Black och Walter Scharf, och framförd av Michael Jackson vid 14 års ålder. Sången är ledmotiv till skräckfilmen med samma namn, och som i sin tur är uppföljare till filmen Willard, och nominerades till en Oscar för bästa sång.
Den blev en stor hit och hamnade 1:a på den amerikanska singellistan, och blev därmed Jacksons första listetta som soloartist. Idag räknas den som en av de absolut bästa sångerna som Michael Jackson någonsin har sjungit.